# 콘래드 리카모라
콘래드 리카모라(Conrad Ricamora, 1979년 2월 17일 ~ )는 미국의 배우이다.